# Бульвар Івана Котляревського
Бульва́р Іва́на Котляре́вського — бульвар у Дніпровському районі міста Києва, житловий масив Соцмісто. Пролягає від вулиці Вінстона Черчилля до вулиці Гетьмана Павла Полуботка. Прилучається Краківська вулиця.

## Історія

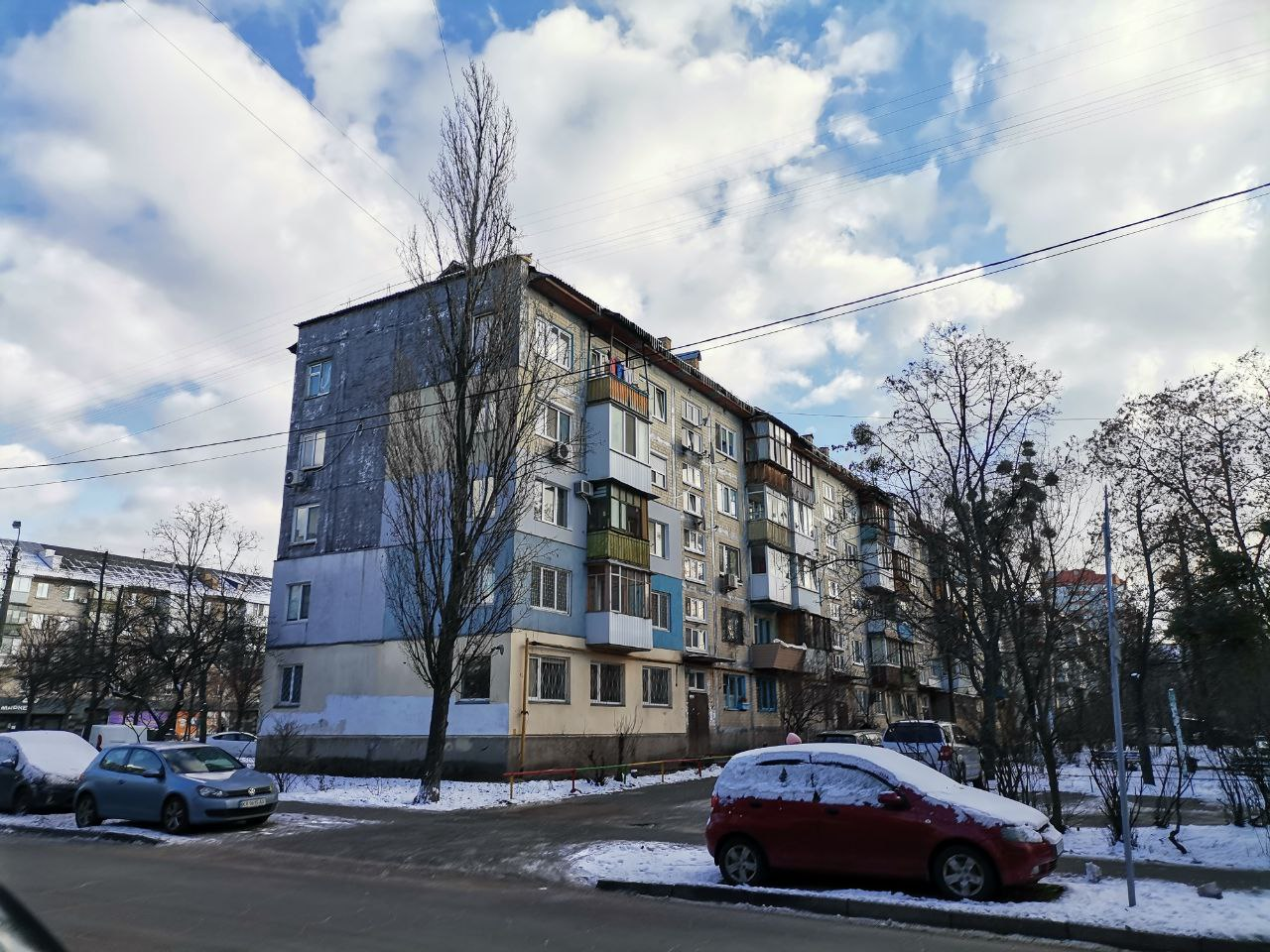
Будинок серії 1-480 1964 року на бульварі Котляревського, 3

Бульвар виник у 50-ті роки XX століття під назвою Центральний, з 1955 року — частина Дарницького бульвару.
Після спорудження нової ділянки метро між станціями «Дарниця» і «Комсомольська» (зараз — «Чернігівська») бульвар був відокремлений у 1967 році під назвою Бульвар Праці.
Сучасну назву, на честь українського письменника Івана Котляревського, бульвар отримав 2022 року. Офіційною метою перейменування Київська міська рада назвала «деколонізацію топоніміки» та «вшанування пам'яті видатних діячів».
В Києві також існує вулиця Котляревського на Жулянах.

## Установи та заклади
- Дніпровська районна в місті Києві державна адміністрація (буд. № 1/1)[5].
- Школа – дитячий садок «Струмочок» (буд. № 4-а)